# Sigfred Madsen
Sigfred Thomas Madsen (26. november 1915 i København– 14. juli 1966 i København) var en dansk bokser som deltog under OL 1936.
I 1936 blev Madsen elimineret i anden runde i vægtklassen fjervægt under OL efter at han tabte en kamp mod Dezső Frigyes.
Madsen var medlem af Athletklubben Rolf i København.